# Anniken Hauglie
Anniken Hauglie (født 10. september 1972 i Oslo) er en norsk politiker for Høyre, tidligere minister og byråd. Fra juli 2020 er Hauglie leder af interesseorganisationen Norsk olje og gass. Hauglie sad i Erna Solbergs regering fra 16. december 2015 til 24. januar 2020 som arbejds- og socialminister. Fra oktober 2013 til 2015 var hun byråd i Oslo for undervisning og uddannelse med ansvar for skoler og børnehaver I perioden før, fra januar 2010 til oktober 2013 var hun Oslos byråd for sociale tjenester. Fra 2011 fik hun udvidet sit ansvarsområde og blev byråd for sundhed og sociale tjenester.

## Eksterne links
- Wikimedia Commons har flere filer relateret til Anniken Hauglie